# Open Canada Cup
L'Open Canada Cup était une compétition de soccer dont le concept était similaire à des tournois tels que la FA Cup, la Coppa Italia ou l'US Open Cup. Elle se déroula de 1998, en même temps que la première saison de la Ligue canadienne de soccer, à 2007.
La compétition était ouverte à toutes les équipes, professionnelles ou amateures, du Canada à l'exception de Toronto FC (MLS), Impact de Montréal, Whitecaps de Vancouver, Vancouver Whitecaps Residency, Abbotsford Mariners, FC Edmonton, Forest City London, Thunder Bay Chill, Victoria Highlanders, Ottawa Fury. Avant 2007, elle a été gagnée seulement par les équipes de la Ligue canadienne de soccer.
En 2007, les clubs de Colombie-Britannique participèrent à l'événement. Ces clubs disposaient de leur propre tournoi de qualification.

## Palmarès
- 3 victoires : Toronto Olympians (1998, 1999 et 2000)
- 2 victoires : Ottawa Wizards (2001 et 2002), Windsor Border Stars (2004 et 2005)
- 1 victoire : London City (2003), Ottawa St Anthony Italia (2006), Attak de Trois-Rivières (2007)

## Note
- (en) Cet article est partiellement ou en totalité issu de l’article de Wikipédia en anglais intitulé « Open Canada Cup » (voir la liste des auteurs).